# Gradac (Pleternica)
Gradac is een plaats in de gemeente Pleternica in de Kroatische provincie Požega-Slavonië. De plaats telt 1.090 inwoners (2001).